# Бока-ду-Акрі (мікрорегіон)
Бока-ду-Акрі (порт. Microrregião da Boca do Acre) — мікрорегіон в Бразилії, входить в штат Амазонас. Складова частина мезорегіонау Південь штату Амазонас. Населення становить 48 798 чоловік (на 2010 рік). Займає площу 65 612,336 км². Густота населення — 0,74 чол./км².

## Демографія
Згідно з даними, зібраними в ході перепису 2010 р. Національним інститутом географії і статистики (IBGE), населення мікрорегіону становить:
| Повне населення                               | Повне населення                               | Повне населення                               | Повне населення                               | 48 798 |
| --------------------------------------------- | --------------------------------------------- | --------------------------------------------- | --------------------------------------------- | ------ |
| в том числе:                                  | Міське населення                              | 28 612                                        | Відсоток міського населення, %                | 58,63  |
|                                               | Сільське населення                            | 20 186                                        | Відсоток сільського населення, %              | 41,37  |
|                                               | Чоловіче населення                            | 25 437                                        | Відсоток чоловічого населення, %              | 52,13  |
|                                               | Жіноче населення                              | 23 361                                        | Відсоток жіночого населення, %                | 47,87  |
| Густота населення, чол/км²                    | Густота населення, чол/км²                    | Густота населення, чол/км²                    | Густота населення, чол/км²                    | 0,74   |
| Населення мікрорегіону в % до населення штату | Населення мікрорегіону в % до населення штату | Населення мікрорегіону в % до населення штату | Населення мікрорегіону в % до населення штату | 1,40   |

## Склад мікрорегіону
До складу мікрорегіону включені наступні муніципалітети:
1. Бока-ду-Акрі
2. Пауїні

| Бразилія | Це незавершена стаття з географії Бразилії. Ви можете допомогти проєкту, виправивши або дописавши її. |